# Baar (Schwaben)
Baar (Schwaben) ist eine Gemeinde im schwäbischen Landkreis Aichach-Friedberg sowie Mitglied der Verwaltungsgemeinschaft Pöttmes. Durch die Gemeinde fließt die Kleine Paar.

## Geographie
Einen gleichnamigen Ort gibt es nicht. Das Schloss Unterbaar wurde jedoch auch als Schloss Baar bezeichnet. 

### Nachbargemeinden
- Münster (Lech), Landkreis Donau-Ries
- Holzheim, Landkreis Donau-Ries
- Pöttmes, Landkreis Aichach-Friedberg
- Thierhaupten, Landkreis Augsburg

### Gemeindegliederung
Die Gemeinde besteht aus sieben Gemeindeteilen auf drei Gemarkungen:
| Gemarkung    | Gemeindeteil   | Ortstyp                |
| ------------ | -------------- | ---------------------- |
| Unterbaar    | Dürnberg       | unbewohnt              |
| Heimpersdorf | Heimpersdorf   | Pfarrdorf              |
| Heimpersdorf | Lechlingszell  | Weiler                 |
| Oberbaar     | Oberbaar       | Pfarrdorf              |
| Heimpersdorf | Oberperlmühle  | Einöde                 |
| Unterbaar    | Unterbaar      | verbunden mit Oberbaar |
| Heimpersdorf | Unterperlmühle | Einöde                 |

Auf dem Gemeindegebiet, an der Straße nach Thierhaupten, liegt die kleine Wallfahrtskapelle Maria im Elend.

### Einwohnerentwicklung
- 2008: 1218 Einwohner
- 2009: 1210 Einwohner
- 2010: 1187 Einwohner
- 2011: 1184 Einwohner
- 2012: 1179 Einwohner
- 2013: 1179 Einwohner
- 2014: 1185 Einwohner
- 2015: 1220 Einwohner
- 2016: 1185 Einwohner
- 2017: 1212 Einwohner
- 2018: 1232 Einwohner
- 2019: 1240 Einwohner
- 2020: 1274 Einwohner
- 2021: 1300 Einwohner
- 2022: 1297 Einwohner
- 2023: 1319 Einwohner
- 2024: 1352 Einwohner

Nach Angaben der Gemeinde wohnten im Kernort Baar am 31. Dezember 2024 1260 Menschen (2018: 1145; 2019: 1152; 2020: 1181; 2022: 1206; 2023: 1225).

## Geschichte
Erstmals erwähnt wurde Unterbaar Anfang des 13. Jahrhunderts als Unterparte bzw. Inferior Parra. Der Name lässt sich auf die Kleine Paar zurückführen, die durch Unterbaar läuft. Aus Parra wurde Barre und später Baar.
Früh schon (Anfang des 13. Jahrhunderts) wird Baar als Vogtei Barre, einem Bestandteil des Königsgutes und Amtes Neuburg an der Donau erwähnt. Die Vogteiinhaber waren die Herren von Pappenheim, die Herren von Graisbach und schließlich die Herren von Gumppenberg. Als die Wittelsbacher alle Besitztümer der Pappenheimer in und um Neuburg 1240 eroberten, fiel auch die Vogtei Baar in ihre Hände. Weitere Besitztümer hatten das Kloster Thierhaupten, das Kloster Monheim und das Haus des Deutschen Ordens in Aichach inne.
Ende des 14. Jahrhunderts entstand in Unterbaar die Adelsherrschaft (Hofmark) der Holzheimer, eines Adelsgeschlechts aus dem nördlichen Nachbarort Holzheim, das dann um 1450 im Mannesstamm ausstarb. Im Folgenden gehörte die Hofmark bzw. das Schloss Unterbaar folgenden Geschlechtern: Den Riederern von Paar (1450–1564), den Muggenthalern (1564–1652), den Höhenkirchern (1652–1712), den Schenk von Castell (1712–1775), den Lafabrique (1775–1864) und den Heiligenstein (1864–1870).
Mit dem Gemeindeedikt von 1818 entstanden die Gemeinden Unter- und Oberbaar. Im Zuge der Gebietsreform in Bayern wurden am 1. Januar 1972 diese Gemeinden zur neuen Gemeinde Baar (Schwaben) zusammengeschlossen. Auch die neue Gemeinde gehörte zum Landkreis Neuburg an der Donau und wurde am 1. Juli 1972 im Zuge der Gebietsreform dem Landkreis Augsburg-West (am 1. Mai 1973 Namensänderung in Landkreis Augsburg) zugeschlagen. Am 1. Mai 1978 wurde die Gemeinde nach Thierhaupten eingemeindet.
15 Jahre wurde ein zum Teil erbitterter Kampf um die Wiedererlangung der Selbständigkeit der Gemeinde Baar geführt. Der Kampf der Gemeindebewohner führte am 1. Januar 1994 zur Wiedererlangung der gemeindlichen Selbständigkeit. Heimpersdorf wechselte am selben Tag von Thierhaupten zur neuen Gemeinde. Seitdem gehört Baar zur Verwaltungsgemeinschaft Pöttmes im Landkreis Aichach-Friedberg.

## Politik

### Bürgermeister
Erster Bürgermeister war seit 1994 (Wiedererlangung der Selbstständigkeit) bis 30. April 2020 Leonhard Kandler (Wählergemeinschaft Baar). Zu seinem Nachfolger wurde unter drei Bewerbern am 15. März 2020 Roman Pekis (Wählergemeinschaft Baar) mit 63,1 % gewählt.

### Gemeinderat
Dem Gemeinderat gehören außer dem Bürgermeister zwölf Gemeinderäten an. In der Amtszeit 2014 bis 2020 waren alle zwölf Räte über die  Gemeinschaftsliste aus SPD/Unabhängige Liste (ULB) und Wählergemeinschaft(WGB) gewählt.
In der Amtszeit 2020 bis 2026 hatte die Wahl vom 15. März 2020 folgendes Ergebnis:
| Parteien                      | 2020   | 2020  |
| Parteien                      | Anteil | Sitze |
| ----------------------------- | ------ | ----- |
| Unabhängige Liste Baar (ULB)  | 43,2 % | 5     |
| Wählergemeinschaft Baar (WGB) | 56,8 % | 7     |

### Wirtschaft
Traditionsreichster Betrieb ist die Schlossbrauerei Unterbaar (seit 1608). Größere Arbeitgeber sind außerdem die Bärbel Drexel GmbH und Maschinenbau Angerer e. K.

### Wappen
| | Blasonierung: „Durch einen silbernen Schrägwellenbalken geteilt von Schwarz und Blau. Oben ein rot gekrönter und rotbezungter goldener Löwenkopf, unten drei goldene Sterne.“ |
| Wappenbegründung: Die Gemeinde Baar besteht seit 1994 aus den ehemals selbstständigen Gemeinden Unterbaar, Oberbaar und Heimpersdorf. Diesen Zusammenschluss symbolisieren die drei goldenen Sterne im Gemeindewappen. Zudem erinnern sie an die Freiherren Riederer von Paar, die 1567 In den Besitz der Hofmark Baar kamen. In Unterbaar befindet sich der Stammsitz dieser Adelsfamilie, die in ihrem Wappen fünf goldene Sterne führt. Das Gemeindegebiet liegt im Stammland der Wittelsbacher, darauf weist der Löwenkopf. Der Wellenbalken steht für die Kleine Paar, die durch das Gemeindegebiet fließt und als Namenspatron für die Orte Baar, Unterbaar und Oberbaar gilt. Wappenführung seit 1995 | |

## Sehenswürdigkeiten und Baudenkmäler

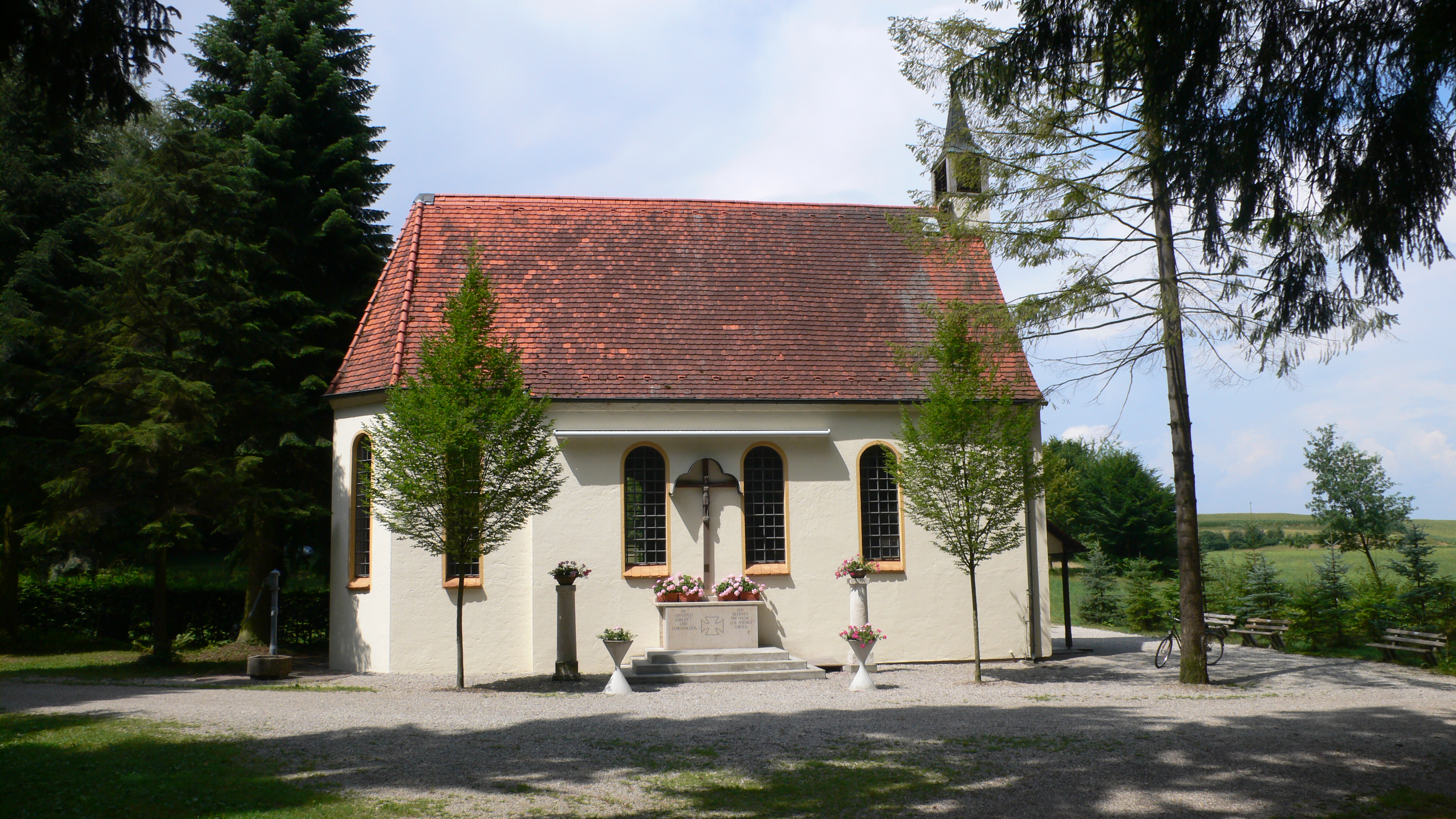
Kapelle Maria im Elend westlich von Baar

### Kirchen und Kapellen
- Katholische Pfarrkirche St. Lorenz in Oberbaar
- Katholische Filialkirche St. Margareta, ehemalige Schlosskirche in Unterbaar
- Katholische Pfarrkirche St. Johannes der Täufer in Heimpersdorf
- Kapelle Zur Schmerzhaften Muttergottes in Lechlingszell
- Kapelle Maria im Elend: hier finden seit dem 18. Jahrhundert regelmäßig Wallfahrten statt.

### Sonstige Baudenkmäler
- Schloss Unterbaar

- Schulhaus in Oberbaar[9]